# Yang Zhongjian

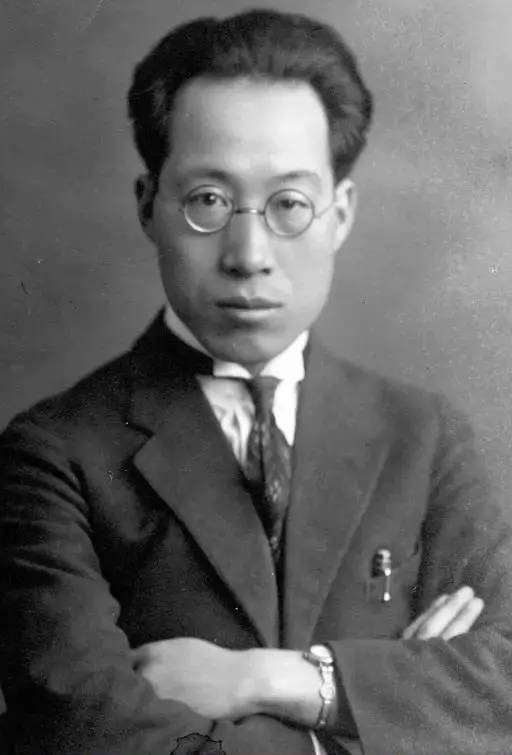
Yang Zhongjian in 1922

Yang Zhongjian (杨钟健 of 楊鐘健; Hanyu pinyin: Yáng Zhōngjiàn; auteursnaam C.C. Young) (1 juni 1897 - 15 januari 1979) was een Chinees paleontoloog. Zijn omgangsnaam was Keqiang (克强). Wegens de verschillen in gebruikte transcripties wordt zijn naam ook wel gegeven als Chung Chien Young, de naam die hijzelf gebruikte in Westerse publicaties. Hij wordt gezien als de "Vader van de Chinese paleontologie der gewervelden".

## Biografie
Yang werd geboren in Huaxian in de provincie Shaanxi. In 1917 ging hij geologie studeren aan de Universiteit van Beijing. In 1923 studeerde hij daar af. In 1924 reisde hij op eigen kosten naar Duitsland waar hij aan de Universiteit van München de paleontologie van de gewervelden ging bestuderen, onder andere bij Friedrich von Huene. Hij maakte ook studiereizen naar Engeland, Canada en de Verenigde Staten. In 1927 promoveerde hij in München, waarna hij terugkeerde naar China. In 1928 nam hij deel aan de Zweeds-Chinese expeditie onder leiding van Sven Hedin naar het Junggarbasin en ging in Beijing werken bij de door Davidson Black gestichte Cenozoic Research Laboratory van de Geological Survey of China. Hij werkte tevens aan de Universiteit van Beijing, waar hij werd benoemd tot hoogleraar. Later bekleedde hij ook een leerstoel aan de Noordwestelijke Universiteit te Xi'an. In 1929 werd hij onderdirecteur van het Cenozoic Research Laboratory, eerst onder Davidson Black en vanaf 1935 onder Franz Weidenreich, en in die functie zou hij mede leiding geven aan het opgraven van de Pekingmens in Zhoukoudian. Vanaf 1929 nam hij deel aan vier expedities met Pierre Teilhard de Chardin en in dat jaar maakte hij ook een reis naar de Sovjet-Unie. In 1930 nam hij deel aan de laatste expeditie van Roy Chapman Andrews. In 1936 leidde hij met Charles Lewis Camp een Chinees-Amerikaanse expeditie naar Sichuan waar hij Omeisaurus ontdekte.

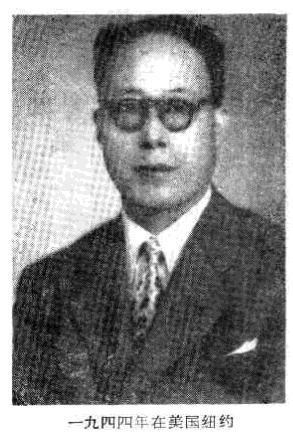
Yang Zhongjian in 1944

In 1937 deed zich in het leven van Yang een grote omslag voor. Door de Tweede Chinees-Japanse Oorlog was hij gedwongen Beijing te verlaten en ver naar het zuiden uit te wijken naar Kunming in de provincie Yunnan, waar hij aangesteld werd als hoofd Kunming Work Station van het Central Center of Geological Survey. Doordat het oude westerse management repatrieerde naar de Verenigde Staten kwam het onderzoek zo onder volledig Chinese leiding te staan. Twee medewerkers van hem vonden daar bij toeval in oktober 1938 de resten van een dinosauriër, die hij zou benoemen als Lufengosaurus. In het gebied bleken nog veel meer sauriërs te vinden. Zo trad er ook een drastische verandering op in zijn onderzoeksgebied, dat zich eerst veel meer op zoogdieren gericht had, hoewel hij zijn eerste dinosauriërs, soorten van Psittacosaurus, al in 1932 benoemd had. Ondanks de oorlogsomstandigheden lukte het Yang in het begin om te blijven publiceren en zijn publicaties via Birma aan zijn collega's in het Westen te sturen.
Na de oorlog en de communistische overwinning kreeg Yang, die Mao Zedong nog kende uit zijn studententijd, langzamerhand de centrale leiding over het Chinese paleontologisch onderzoek. In 1953 doopte hij zijn oude onderzoeksbureau om tot het Laboratory of Vertebrate Paleontology dat in 1957 het Institute of Vertebrate Paleontology werd en in 1960 het tegenwoordige Institute of Vertebrate Paleontology and Paleoanthropology, hoewel de kleinste tak van de Chinese Academie van Wetenschappen toch verreweg de grootste staatsinstelling op dit gebied ter wereld. Behalve van dit IVPP werd Yang ook directeur van het Beijing Natural History Museum. Yang verrichtte na de oorlog ook nog opgravingen in Shandong, Xinjiang en Gansu.
Zoals veel academici had ook Yang eind jaren zestig te lijden onder de Culturele Revolutie. Zo werd hij gedwongen over straat te paraderen met een ezelsmuts op, bespot door studenten die borden omhoog hielden waarop te lezen stond dat Teilhard de Chardin zijn vader was. Na de val van de Bende van Vier volgde echter volledig eerherstel.
Yang benoemde vele taxa, waaronder Turfanosuchus, Edentosuchus, Yunnanosaurus, Tsintaosaurus, Mamenchisaurus, Chingkankousaurus en Chialingosaurus. Verschillende geslachten en soorten zijn naar hem vernoemd, waaronder Zhongjianornis en Yimenosaurus youngi. Yang schreef vanaf 1931 enkele boeken en reisverslagen over zijn ervaringen. Hij was de leermeester van Zhao Xijin en Dong Zhiming, welke laatste hem opvolgde als directeur van het IVPP. Na Yangs dood in 1979 werden zijn verzamelde werken in 1982 uitgegeven, waaronder een aantal niet eerder gepubliceerde artikelen waarin weer nieuwe soorten benoemd werden.
De as van Yang is bijgezet in Zhoukoudian naast die van zijn collega's Pei Wenzhong ("W.C. Pei", 1904-1982) en Jia Lanpo (1908-2001), twee paleoantropologen aan wie hij in de jaren dertig leiding gaf tijdens de opgravingen aldaar.